# Michele Pasinato
Michele Pasinato, né le 13 mars 1969 à Cittadella et mort le 8 avril 2021 à Padoue, est un joueur de volleyball italien. 
Il a fait partie de l'équipe nationale masculine avec laquelle il a joué 256 fois, faisant partie de la dite « équipe du siècle » aux Jeux olympiques de Barcelone de 1992, au championnat du monde de 1998 à Tokyo (remportant l'or), ainsi qu'aux championnats d'Europe de 1993 à Turku et 1995 à Athènes où il décroche l'or aux deux éditions.